# Jackson Beardy
Jackson Beardy (* 24. Juli 1944 in der Garden Hill Reserve, Island Lake, Manitoba, Kanada; † 7. Dezember 1984 in Winnipeg, Manitoba) war ein kanadischer Künstler der Oji-Cree. Er war ein wichtiges Mitglied der Woodland School und der Professional Native Indian Artists Inc., bekannt als „Indian Group of Seven“. Seine Werke zeichnen sich durch Darstellungen aus der Ojibwe- und Cree-Tradition aus und betonen häufig die Beziehung zwischen Mensch und Natur.

## Leben
Jackson Beardy wurde als fünftes von 13 Kindern des John Beardy und der Dinah Monias geboren. Seine Kindheit verbrachte er bei seiner Großmutter, von der er die mündlichen Überlieferungen und Legenden seiner Anishinaabevorfahren erlernte. Im Alter von sieben Jahren wurde er auf die Portage la Prairie Residential School im Süden Manitobas geschickt, wo er Englisch lernte und seine künstlerischen Fähigkeiten entwickelte. Nach seinem Schulabschluss studierte er kommerzielle Kunst an der Technical Vocational High School und setzte seine Ausbildung an der School of Art der University of Manitoba fort. Jackson Beardys erste Einzelausstellung fand 1965 an der University of Winnipeg statt. 1967 wurde er mit der Gestaltung der Hundertjahrfeier Kanadas beauftragt und war Berater für den Canadian Indian Pavilion auf der Expo 67. 1972 stellte er zusammen mit Alex Janvier und Daphne Odjig in der Ausstellung Treaty Numbers 23, 287, 1171 in der Winnipeg Art Gallery aus. Diese Ausstellung führte zur Gründung der Professional Native Indian Artists Association, besser bekannt als Indian Group of Seven, der neben Beardy auch Norval Morrisseau, Carl Ray, Eddy Cobiness und Joseph Sanchez angehörten. Sie setzten sich für die Anerkennung der indigenen Kunst in Kanada ein und betonten, dass ihre Werke eher künstlerisch als anthropologisch zu bewerten seien.
Zwischen 1974 und 1976 gestaltete Jackson Beardy Buchumschläge, unter anderem für Ojibway Heritage von Basil Johnston und Almighty Voice von Leonard Peterson. 1976 nahm er an der Ausstellung Contemporary Native Art of Canada: The Woodland Indians des Royal Ontario Museum teil, die in Deutschland und England gezeigt wurde. Von 1982 bis 1983 war er leitender Kunstberater für das Federal Department of Indian Affairs and Northern Development und entwickelte den Indian Fine Arts Guide zur Förderung indigener Kunst. 1984 erhielt er den Auftrag für ein Wandbild mit dem Titel Peace and Harmony in Winnipeg, das nach seinem Tod von Schülern der R.B. Russell Vocational High School vollendet wurde. 
Jackson Beardy starb am 7. Dezember 1984 in Winnipeg an den Folgen eines Herzinfarkts. Sein Werk trug wesentlich zur Anerkennung der zeitgenössischen indigenen Kunst in Kanada bei und wird in zahlreichen Museen und Galerien im In- und Ausland ausgestellt.

## Werk
Beardy war ein Vertreter der Woodland School of Art, einer Kunstrichtung, die traditionelle Figuren und Geschichten der Ojibwe und Cree darstellt. Seine Werke zeichnen sich durch präzise schwarze Umrisse und leuchtende Farben aus und thematisieren häufig kosmologische und spirituelle Konzepte wie das Gleichgewicht in der Natur und die Wechselbeziehung zwischen Mensch und Umwelt.